# Междуцарствие (Священная Римская империя)

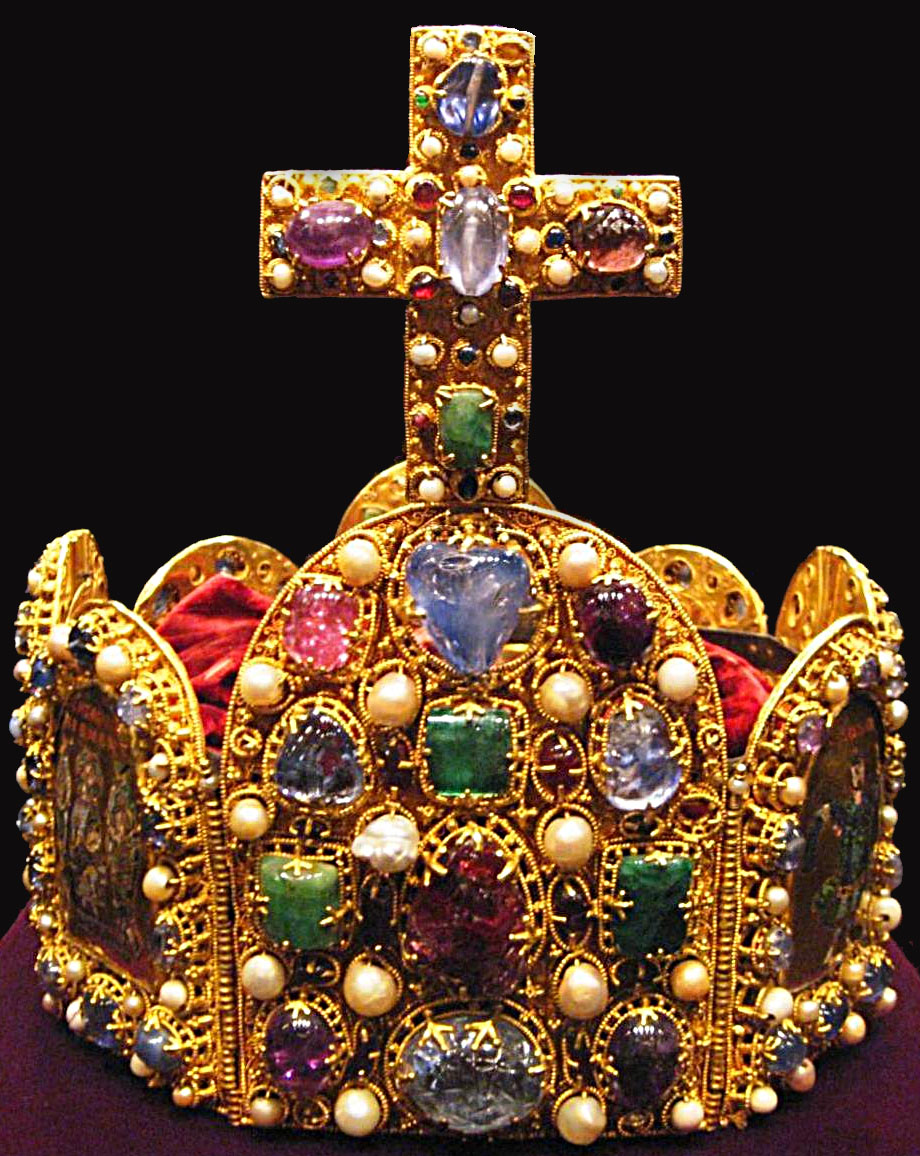
Имперская корона. Вид спереди.

Междуцарствие — период, когда правитель определённого государства либо неясен, либо его власть серьёзно оспаривается. Среди самых продолжительных периодов без императора в истории Священной Римской империи были периоды между 924 и 962 годами (38 лет), между 1245 и 1312 годами (67 лет), между 1378 и 1433 годами (55 лет), и между 1440—1453 (13 лет). В истории Священной Римской империи великое междуцарствие наступило после смерти Фридриха II в 1250 году, когда борьба за престол между сторонниками и противниками Штауфенов продлилась до 1300-х годов, когда Карл IV Люксембургский не был избран императором и не обеспечил правопреемство своему сыну Сигизмунду. В этот период множество императоров и королей было избрано или поддержано соперничающими фракциями и князьями, при этом многие короли и императоры правили малый срок либо их власть оспаривалась претендентами.
Долгосрочными последствиями междуцарствия были прежде всего конец централизации имперской монархии и фрагментация власти в пользу князей и курфюрстов и принцев-выборщиков. Усилия Вельфов и Штауфенов по расширению власти императора и обеспечению чёткой линии преемственности между членами семьи в этот период были осложнены сопротивлением князей консолидации власти.

## Великое междуцарствие
После смерти Фридриха II на императорское звание претендовали его сын Конрад IV и Вильгельм Голландский. Смерть Конрада в 1254 году дала Вильгельму два года правления, но его смерть в 1256 году привела к новым выборам императора в 1257 году между кандидатурами Ричарда Корнуоллского и Альфонсо X Кастильского. Альфонсо ни разу не ступил на территорию Германии, а Ричард был коронован в 1257 году, проведя остаток своего правления в поездках между Англией и Германией вплоть до своей смерти в 1272 году. Ричард имел прочную базу поддержки в Германии во время своего правления, сохраняя феодальные отношения Гогенштауфенов и имел при дворе некоторых чиновников Вильгельма Голландского. После его смерти в 1272 году было несколько кандидатов, поскольку многочисленные династические конфликты разделили земли более крупной династии на более мелкие территории, оставив Оттокара II Богемского и Рудольфа Габсбурга в качестве основных кандидатов. Стремление Оттокара расширить свою территорию за счет земель Бабенбергов встревожило немецких князей, и они избрали Рудольфа, считая его менее опасным и более дружественным к их интересам.

### От Рудольфа до Альберта
Рудольф в рамках политики ревендикации начал свое правление с возвращения земель и поместий Гогенштауфенов, которые были заложены за деньги или потеряны в течение предыдущих двух десятилетий; за свою жизнь ему удалось вернуть их большую часть. Эта политика встретила некоторое сопротивление в 1274 году, когда сейм, состоявшийся в Нюрнберге, постановил, что судьей в таких делах будет граф Палатин Рейнский, что ослабило часть власти Рудольфа. Рудольф продолжил и расширил курс Ричарда, в частности, путем пересмотра судебного надзора за королевскими землями, которые должны были принадлежать верным рыцарям и вассалам, для увеличения доходов от этих земель. Рудольф попытками получить контроль над землями Бабенбергов в современной Австрии разочаровал князей, которые считали его неопасным. После его смерти в 1291 году Адольф Нассауский был выбран вместо сына Рудольфа Альберта из-за отношения к избирателям и потенциальной угрозы, которую он мог представлять для них.
Адольф пошел на уступки князьям, но в остальном продолжил политику Рудольфа, направленную на расширение королевских земель. Адольф использовал средства из Англии, предназначенные для финансирования войны с Францией, чтобы вместо этого получить контроль над Тюрингией, чего желали курфюрсты и другие князья из-за споров о наследстве. Это оказалось его гибелью, поскольку несколько курфюрстов и выборщиков решить свергнуть его через Альберта. Битва при Гёльхайме 2 июля 1298 года окончилась гибелью Адольфа и воцарением Альберта, которому не удалось овладеть Тюрингией и Богемией до своего убийства в 1308 году племянником Иоганном Швабским.

### Люксембурги и Виттельсбахи

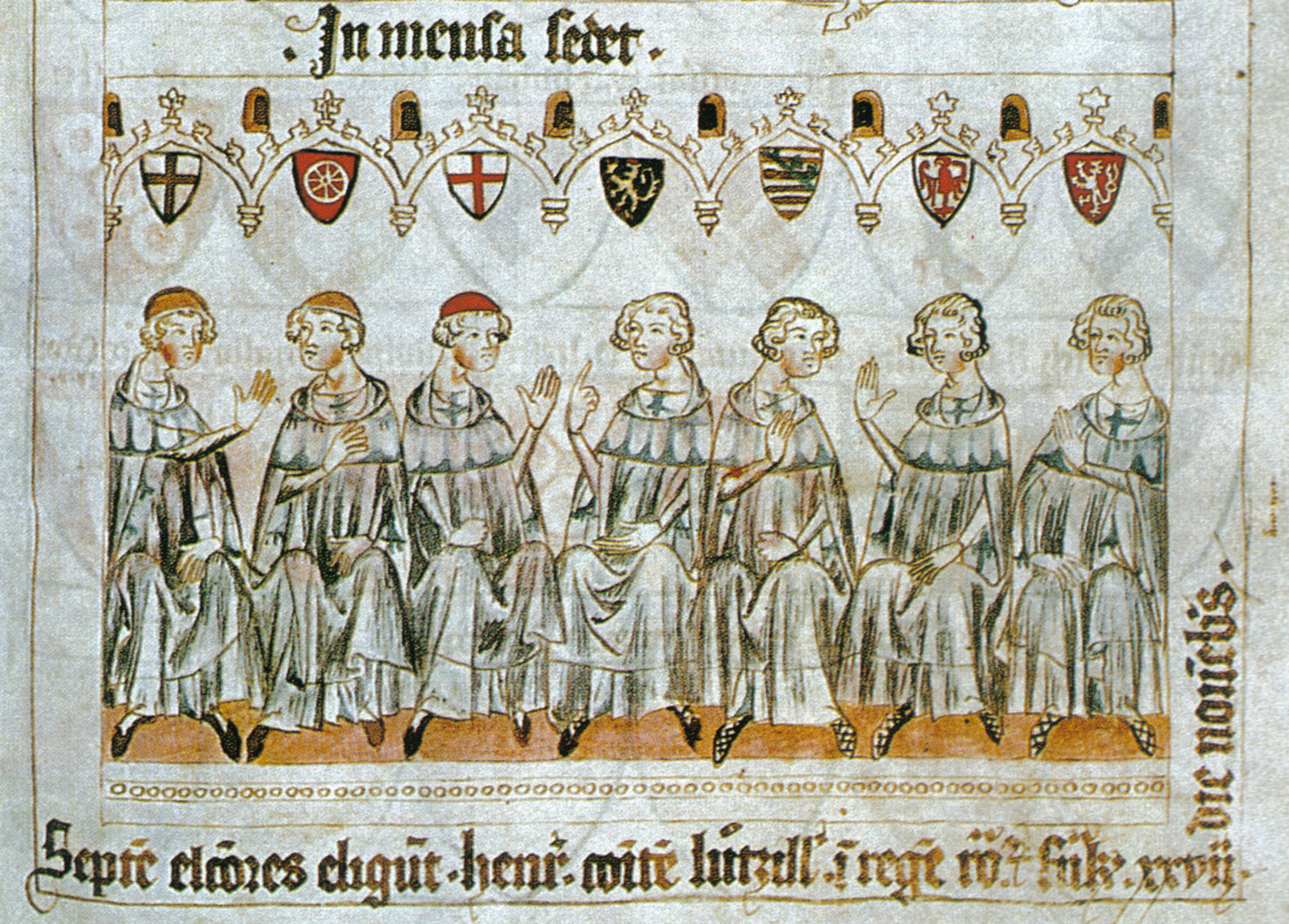
Семь курфюрстов выбирают Генриха, хроника Balduineum (1341 год).

После убийства Альберта титул короля и императора перешел к Генриху Люксембургскому, коронованному Генрихом VII в 1308 году. Он был выбран из-за опасений усиления господства Габсбургов над другими князьями при попытке объединения Богемии и Тюрингии. Люксембурги были многообещающей семьей в немецкой политике, и Генрих оказался в том же положении, что и Адольф Нассауский, и ради избрания он уступил ряд полномочий князьям. Но Генрих приобрел значительный авторитет, отправившись в Рим и был коронован кардиналом Никколо Альберти. Это в сочетании с публичным отказом от притязаний на Тюрингию принесло поддержку со стороны князей, позволившую передать Богемию его сыну Иоанну и обеспечить Люксембургам королевский титул. Генрих неожиданно умер от болезни в 1313 году, что привело к новым выборам, на этот раз между Фридрихом Габсбургом и Людовиком Виттельсбахом.
Люксембурги и Габсбурги имели сопоставимый уровень влияния, подпитываемый постепенным присоединением территорий, поэтому Иоанн выдвинул Людовика Виттельсбаха в качестве имперского кандидата. Фридриху удалось заполучить имперские знаки отличия и отвечающего за коронацию архиепископа Кельна, после чего он провёл коронацию раньше, чем Людовик, который провёл свою церемонию традиционной политической столице империи Аахене. Ни один из них не мог окончательно претендовать на звание императора и для разрешения спора с 1313 по 1322 год велась война, в ходе которой Фридрих был схвачен, а в 1325 году Людовик c целью примирения провозгласил его соправителем и предоставил Габсбургам земли в Австрии. Позже во время своего правления Людовик вступил в конфликт с Иоанном Богемским из-за наследства Бранденбурга, позже к нему присоединились Франция и Папа Римский, и конфликт разросся до такой степени, что сын Иоанна Карл был избран антикоролем в 1346 году. В следующем году Людовик умрет от инсульта, а Карл будет избран императором.
Карл будет сотрудничать с Габсбургами, с Виттельсбахами (которым предложил Бранденбург) и другими князьями над формулировкой Золотой Булы 1356 года. Это прокламация формализовала позиции избирателей и разделила их между светскими князьями и церковными священнослужителями, при этом Австрии Габсбургов и Баварии Виттельсбахов в этих выборах участие принимать не могли. Правление Карла можно рассматривать как конец междуцарствия, ибо император удерживал власть в течение нескольких десятилетий и передал её своему сыну Сигизмунду, всё это время не имея серьёзной угрозы своему правлению.

### Папство и империя
У папства и империи в тот период были сложные отношения, восходящие к 1000-м годам с борьбе за инвеституру в XI—XII веке. Незадолго перед своей смертью Фридрих II получил уведомление о своём смещении с поста императора от Иннокентия IV на Лионском соборе. Теоретически папа обладал исключительной властью узаконивать и делегитимировать императора, но на практике эта власть зависела от силлы оппозиции правителям. Иннокентий освободил вассалов от их обязательств и отлучив от церкви как Фридриха, так и его сторонников, но Фридрих сохранил свое императорское достоинство и большинство из них. Он ответил собственным письмом к знати в Европе, в котором перечислил преступления церкви и духовенства. Несмотря на это, папа все ещё имел определённое значение для определения легитимности, поскольку Генрих VII более 50 лет спустя отправился в Рим, чтобы короноваться как король, и был публично известен этим.
Папское участие в выборах и легитимность возвращается в 1330-х годах со спором между Виттельсбахов и Габсбургов, когда Иоанн XXII отрицал законность избрания Людовика, ссылаясь на то, что в соответствии с каноническим правом легитимность требует папского подтверждения выборов. В ответ Людовик опубликовал в Ренсе декларацию, заявив, что вмешательство папы больше не требуется, если император имеет достаточную народную поддержку. Из-за этого Иоанн XXII и его преемник Климент VI поддерживали других кандидатов на пост императора для свержения Людовика, в конечном итоге поддержав Карла Люксембургского.

## Последствия
Кризис великого междуцарствия привёл к появлению курфюрстов как избирателей императора, и статуса их коллегии как единственного источника легитимности немецкого короля. Действия Карла во время его правления также привели к умеренному возрождению имперского интереса к Италии и сместили центр немецкой политики из центральной и южной Германии на восток в Богемию, а затем в Австрию. В то же время это затормозило прогресс централизации, достигнутый при предыдущих династиях и правителях, и сильно ослабило авторитет императора и короля. Отсутствие центрального правительства усилило коммунальные движения, такие как Швабский союз городов, Ганзейский союз и Швейцарский союз. Это также способствовало усилению вражды среди мелкой знати, что привело к конфликтам вроде тюрингской графской войны и практическому беззаконию баронов-разбойников. Роль папства в выборах и общем управлении империей также была поставлена под сомнение и неуклонно сокращалась, пока более поздние императоры не станут полностью игнорировать Рим в процессе выборов. Германия была расколота на бесчисленное множество мелких государств, получивших прозвище Kleinstaaterei, что стало препятствием для национального объединения.